# Альгоменорея
Альгоменоре́я (лат. algomenorrhoea; др.-греч. ἄλγος — боль, μήν — месяц и ῥοή — течение, истечение) — болезненные менструации.
Являются одним из самых распространённых расстройств менструальной функции. В целом под этим термином понимается нарушение менструальной функции, выраженное в схваткообразных или ноющих болях в нижней части живота, в поясничной или крестцовой области с отдачей в бедра, сопровождающееся общим психофизическим недомоганием. Если менструации не только болезненные, но ещё и нерегулярные, то это нарушение носит название альгодисменорея.
В настоящий момент термин «альгоменорея» заменён термином «дисменорея».

## Статистика
По данным медиков, примерно 60—70 % женщин в возрасте 14—45 лет испытывают лёгкие или умеренные боли в период менструации, а вот сильные боли, влияющие не только на общее состояние, но и на трудоспособность, мучают 10—15 % женщин. В обоих случаях болезненные ощущения появляются за 1—2 дня до начала менструации или в первый её день. Они могут сопровождаться повышением температуры тела, головной болью, тошнотой или рвотой, дисфункцией желудочно-кишечного тракта. У одних боли пропадают на 2—3 день, у других — только с окончанием «критического» периода.

## Виды
Существует два вида альгоменореи: первичная и вторичная. Они отличаются по причинам возникновения.
- Первичная альгоменорея вызывается нарушением оттока менструальных выделений. Кровь скапливается в полости матки, которая начинает более активно сокращаться, что и приводит к появлению болей. Чаще всего первичная форма альгоменореи провоцируется экстрагенитальными заболеваниями, такими как недоразвитие матки, её неправильное положение. В других случаях причинами могут послужить сильное умственное или физическое переутомление, внутриматочная контрацепция, нарушения в эндокринной системе. В настоящий момент считается[кем?], что основной причиной первичной альгоменореи является нарушение синтеза эндогенных простагландинов: в миометрии образуется повышенное количество простагландина F2-альфа, что приводит к спастическому сокращению гладкой мускулатуры матки, её сосудов, развивается ишемия. Сопутствующие симптомы, такие как головная боль, тошнота, рвота, также объясняются гиперпростагландинемией.
- Вторичная альгоменорея развивается из-за воспалительных процессов, эндометриоза, фиброматозных узлов, тазового неврита, а также после полостных и гинекологических операций. Нередко одной из форм альгоменореи страдают женщины с психическими расстройствами, повышенной возбудимостью или, наоборот, постоянной подавленностью, склонные к частым депрессиям, а также женщины с пониженным либидо и неудовлетворённые своей сексуальной жизнью[источник не указан 1609 дней].

## Клиника альгоменореи
Ведущим симптомом при альгоменорее является боль в области живота. Обычно болевые ощущения появляются в первые сутки менструального кровотечения или за 10—12 часов до его начала. Болевой синдром сопровождает менструацию 1—2 дня, постепенно стихая. Характер болей может быть колющим, ноющим, дёргающим, но чаще схваткообразным, с распространением в мочевой пузырь, прямую кишку, поясницу. При альгоменорее нередко наблюдаются тошнота, желудочно-кишечные расстройства, слабость, раздражительность, булимия, тревожность, бессонница, или, наоборот, сонливость. Альгоменорея, ожидание болезненных менструаций неблагоприятно сказывается на самочувствии женщины, её психической, эмоциональной сфере, ведет к нарушению внутрисемейных отношений. По признаку выраженности симптомов выделяют три степени альгоменореи: лёгкую, среднюю и тяжёлую.

### Лёгкая степень альгоменореи
Характеризуется умеренной, кратковременной болезненностью при менструальных кровотечениях, незначительным недомоганием, которые обычно не приводят к нарушению работоспособности и уровня активности. Однако, лёгкая степень альгоменореи со временем может перерасти в более выраженную, сопровождающуюся усилением болезненного состояния и недомогания.

### Средняя степень альгоменореи
Проявляется сильной болезненностью внизу живота, тошнотой, общей слабостью, головными болями, ознобом, частым мочеиспусканием. Кроме того, пациентки со средней степенью альгоменореи могут испытывать депрессию, непереносимость звуковых и обонятельных раздражителей, заметное ухудшение работоспособности. Такое состояние при альгоменорее требует соответствующей медикаментозной коррекции, подобранной врачом.

### Тяжёлая степень альгоменореи
Характеризуется резко выраженными болями в животе и пояснице, общей слабостью, головными болями. Тяжелая форма альгоменореи сопровождается повышенной температурой, диареей, рвотой, тахикардией, болями в сердце, обморочными состояниями. В таком состоянии происходит практически полное снижение активности и работоспособности. Тяжёлая альгоменорея обычно связана с врождённой патологией половых органов.
В механизме развития альгоменореи ведущая роль принадлежит нарушению синтеза гормонов, что приводит к повышению концентрации гормоноподобных веществ — простагландинов в тканях. Простагландины вызывают активные маточные сокращения, способствующие очищению полости матки от отторгнувшегося эндометрия. Кроме того, многочисленные нервные окончания брюшной полости также раздражаются в ответ на сокращения матки и вызывают боль внизу живота. Гормональные колебания вызывают также и сопутствующую симптоматику альгоменореи. При первичной альгоменорее нарушения синтеза простагландинов первичны, а при вторичной альгоменорее — за счёт воспалительных заболеваний, фиброматозных узлов, эндометриоза, тазового неврита, перенесённых гинекологических операций и изменений, к которым привели эти заболевания.
Диагноз устанавливают на основании данных анамнеза и гинекологического обследования. При сомнениях в диагнозе больную следует направить на ультразвуковое исследование органов малого таза. Иногда с целью уточнения причины стойкой альгоменореи, не поддающейся терапии, производят лапароскопию. Она позволяет выявить такие причины альгоменореи, как малые формы эндометриоза, хронический вялотекущий сальпингит, варикозное расширение вен малого таза и другие заболевания, не диагностируемые с помощью обычных методов исследования, в том числе ультразвукового.

## Лечение
При первичной альгоменорее рекомендуется сделать режим труда более щадящим, спокойным, увеличить время отдыха, больше времени отдавать сну, не злоупотреблять крепким кофе, табаком, ограничить число половых контактов. Важно, чтобы в рационе присутствовали свежие фрукты и овощи, витамины. Механизм боли при альгоменорее в большинстве случаев связан с отёчностью ткани. В этой связи, наряду с противоболевой терапией, важнейшим элементом лечения является предотвращение отёка ткани в предменструальный период. Сильные боли желательно снимать спазмолитиками и анальгетиками. Для успешного лечения вторичной формы альгоменореи необходимо делать упор на терапию основного заболевания.
Есть несколько случаев, когда женщине, страдающей той или иной формой альгоменореи, следует обязательно проконсультироваться с врачом: если болевые ощущения беспокоят дольше, чем обычно; если боль резко усилилась и не проходит несколько часов; если усиливается кровотечение и приходится менять средства менструальной гигиены чаще, чем раз в два часа; если наравне с болями, характерными для течения менструации, появляются неприятные или болезненные ощущения в мочеполовых путях: зуд, жжение, необычные выделения, резкий запах, боль при мочеиспускании и так далее.